# Шереметєва Катерина Павлівна
Графиня Катерина Павлівна Шереметєва (при народженні княжна В'яземська; нар. 20 вересня 1849 — пом. 24 січня 1929) — фрейліна, статс-дама (1912). Засновниця і членкиня Товариства любителів давньої писемності. Засновниця природно-історичного музею в садибі Михайлівськоє. Кавалерственна дама ордену Святої Катерини.

## Біографія
Княжна Катерина Павлівна народилася в 1849 році і була старшою дочкою князя Павла Петровича Вяземського і його дружини Марії Аркадіївни, до шлюбу Столипіної. Її батько був сином князя П. А. В'яземського — близького товариша О. С. Пушкіна. У дитинстві Павло неодноразово зустрічався з поетом у будинку батьків. Отримавши блискучу освіту, Вяземський поступив на службу в міністерство закордонних справ, де працював у складі російських дипломатичних місій. Марія Аркадіївна була старшою дочкою декабриста і літератора Аркадія Олексійовича Столипіна, рідного брата Є. О. Арсеньєвої, бабусі Михайла Лермонтова. З дитинства вона також була оточена цікавими людьми, які дружили з її батьком і дідом: М. М. Карамзін, В. К. Кюхельбекер,
О. С. Грибоєдов, К. Ф. Рилєєв.
Дитинство маленької Каті пройшло при імператорському дворі. У 1857 році Вяземські повернулися в Петербург, і Марія Аркадіївна була пожалувана фрейліною до імператриці Марії Олександрівні, а її молодші доньки — Катерина та Олександра — дружили і навчалися разом з великою княжною Марією. Багато часу сім'я проводила в маєтку Остафьєво. В одному з листів Катя повідомляла «милому Тато»: «У нас є свої садки, тобто дві грядки з квітами, а навколо доріжки… Посилаю вам квіточку з мого саду, він Іван-да-Мар'я».
Петро Андрійович Вяземський присвятив одну з поезій улюбленій онучці.
Подорослішавши, Катерина Павлівна допомагала своєму батькові у створенні Товариства любителів давньої писемності, де завідувала відділом «підручників та окремих листів».Також вона захоплювалася малюванням.
У церкві села Останкіно 30 червня 1868 року княжна Катерина Павлівна Вяземська обвінчалася з графом Сергієм Дмитровичем Шереметєвим, сином графа Дмитра Миколайовича Шереметєва і графині Ганни Сергіївни, уродженої Шереметєвої.

### Громадська діяльність
У своєму підмосковному маєтку Михайлівському Подільського повіту Катерина Павлівна створила природно-історичний музей.  С. Д. Шереметєв  писав: «…з 1895 року влаштувався природно-історичний музей працями господині будинку». Ф. В. Бухгольц зазначав:
|  | Природно-історичні колекції, що зберігаються в с. Михайлівському Подільського повіту Московської губернії, зібрані графинею Катериною Павлівною Шереметєвою з метою заснування невеликого місцевого музею. Вони будуть доповнені з часом і можуть, таким чином, принести деяку користь при вивченні нашої вітчизняної флори і фауни. Саме та обставина, що тут будуть зібрані переважно представники місцевої флори і місцевої фауни, надає цим приватним колекціям деякий науковий інтерес. Тому можна вважати вельми вдалою думкою графині Катерини Павлівни влаштувати такого роду музей, і було б тільки бажано, щоб в Росії було більше любителів природи, готових таким же чином внести свою частку користі пізнання природи своєї батьківщини. |

Поруч з музеєм розташовувався Михайлівський ботанічний сад, який складався з двох частин. У першій частині розташовувалися грядки, де влітку збирався живий матеріал. Друга частина складалася з клумб з висадженими рослинами за родами. У музеї була організована бібліотека, наповнена книгами з природничої історії російською та англійською мовами. У 1921 році частина бібліотеки сільськогосподарської спрямованості склала основу бібліотеки Московського обласного музею.
Катерина Павлівна листувалася з багатьма вченими того часу: професором зоології Імператорського Московського університету М. Ю. Зографом, з членом-кореспондентом Імператорської академії наук, членом Паризького географічного товариства О. А. Федченко та іншими, а також з викладачами найбільших університетів (Московського, Санкт-Петербурзького, Харківського тощо), членами громадських організацій та державних установ (Санкт-Петербурзький зоологічний музей, Київські жіночі курси, Тульська ентомологічна станція, Мінська земельна управа, Товариство любителів природознавства при Московському сільськогосподарському інституті, Одеська бібліотека і т. ін.), виданнями, з співробітниками Санкт-Петербурзького імператорського ботанічного саду, а також зі вченими Імператорського Нікітського ботанічного саду в Криму.

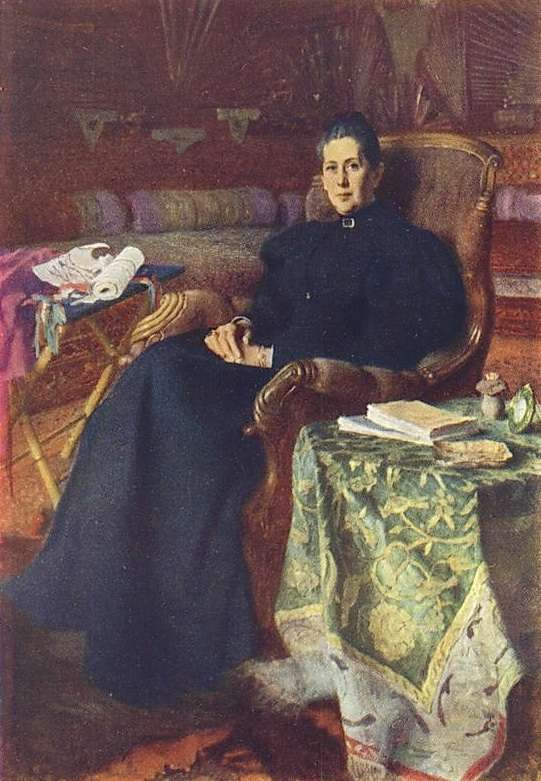
Микола Богданов-Бєльський. Портрет Катерини Шереметєвої, 1898.

Продовживши справу своєї матері, Катерина Павлівна активно займалася благодійною діяльністю. На її кошти була відкрита бібліотека в Странноприїмному будинку в Москві. Вона організовувала роботу Російського товариства Червоного Хреста під час російсько-японської війни 1904—1905 років; була дійсним членом Православного місіонерського товариства і членом Товариства акліматизації тварин, почесним головою Товариства розвитку кустарних промислів у Подільському повіті Московської губернії; попечителькою: богадільні в селі Кускові, ясел, церковно-парафіяльних шкіл у селах Плескове та Михайлівському Московської губернії. На кошти графині Шереметєвої були організовані ряд експедицій і видано кілька книг.
У 1898 році Катерина Павлівна з чоловіком викупила у брата Петра Павловича Вяземського (1754—1931) садибу Остафьєво і влаштували там музей О. С. Пушкіна. У 1911 і 1913 роках в садибному парку вони встановили пам'ятники М. М. Карамзіну і трьом поетам: П. А. В'яземському, О. С. Пушкіну і В. А. Жуковському.

### Останні роки
Автор мемуарів Тетяна Олександрівна Аксакова-Сіверс, що зустрічалася з графинею Шереметєвою в 1904 році, так описувала її: Післяреволюційні роки стали найважчими в житті графині Шереметєвої були заарештовані і незабаром розстріляні обидва її зятя, піддавалися арештам родичі та друзі сім'ї. У грудні 1918 року помер її чоловік, і Катерина Павлівна була змушена жити в родині сина Павла Сергійовича, який був призначений завідувачем музею-садибою «Остафьєво», колишнім маєтком Вяземських.
Катерина Павлівна Шереметєва померла 24 січня 1929 року і була похована біля стін церкви Святої Трійці в Остафьєво.

## Діти
У шлюбі народилися:
- Дмитро (1869—1943) — одружений з графинею Іриною Іларіонівною Воронцовою-Дашковою (1872—1959),
- Павло (1871—1943) — одружений з 1921 року на княжні Парасці Василівні Оболенській,
- Борис (1872—1946? (за іншими джерелами — 1952) — одружений з баронесою Марією-Луїзою-Маргаритою фон Гебль (1880—1941),
- Ганна (1873—1943) — дружина з 1894 року Олександра Петровича Сабурова (1870—1919; розстріляний більшовиками),
- Петро (1876—1914) — одружений з 1900 року на Олені Борисівні Меєндорф (1881—1966),
- Сергій (1878—1942)
- Марія (1880—1945) — дружина з 1900 року графа Олександра Васильовича Гудовича (1869—1919; розстріляний більшовиками),
- Катерина (1880—1880),
- Василь (1882—1883).

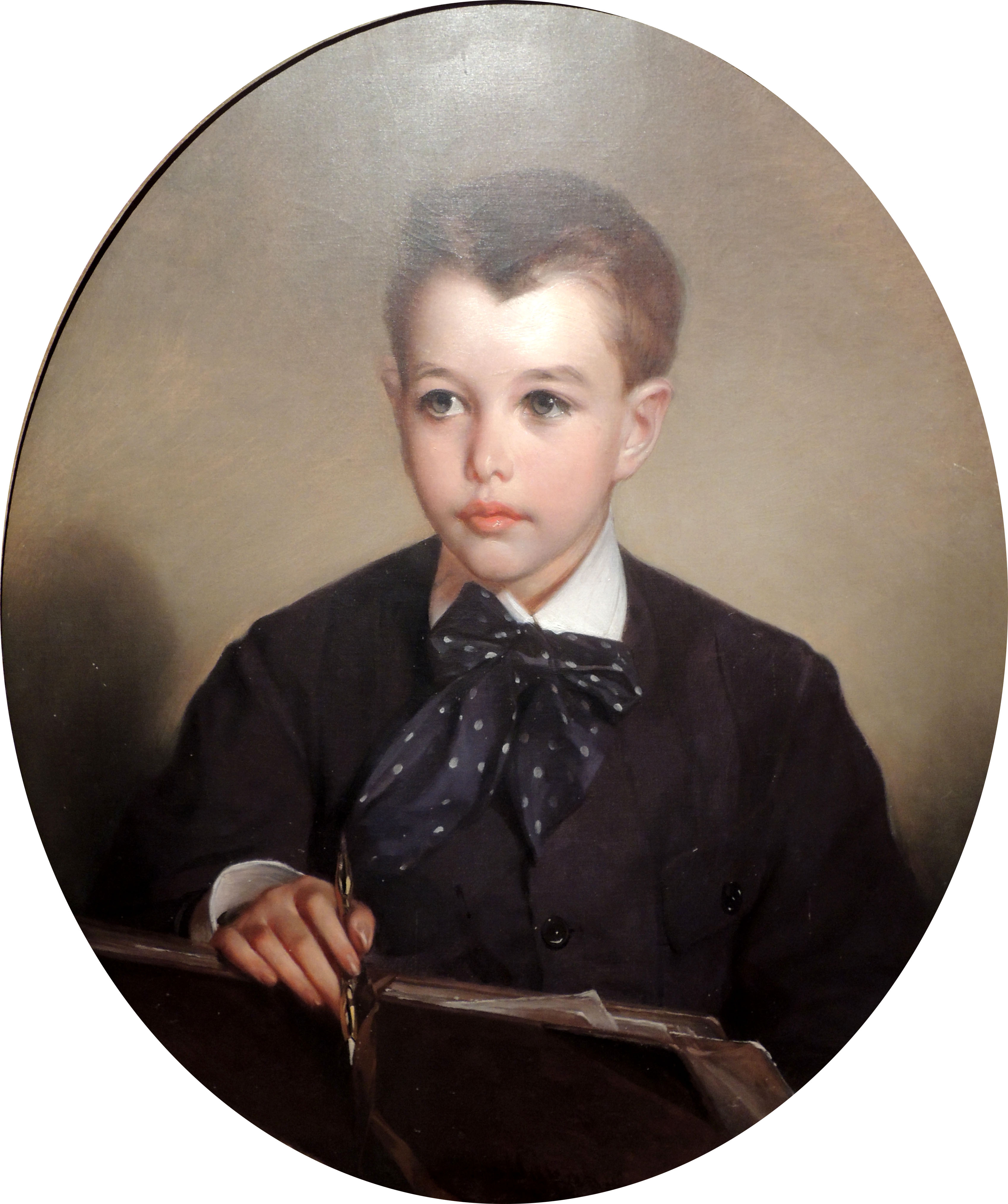
Портрет графа Павла Сергійовича Шереметєва в дитинстві, 1880-ті роки
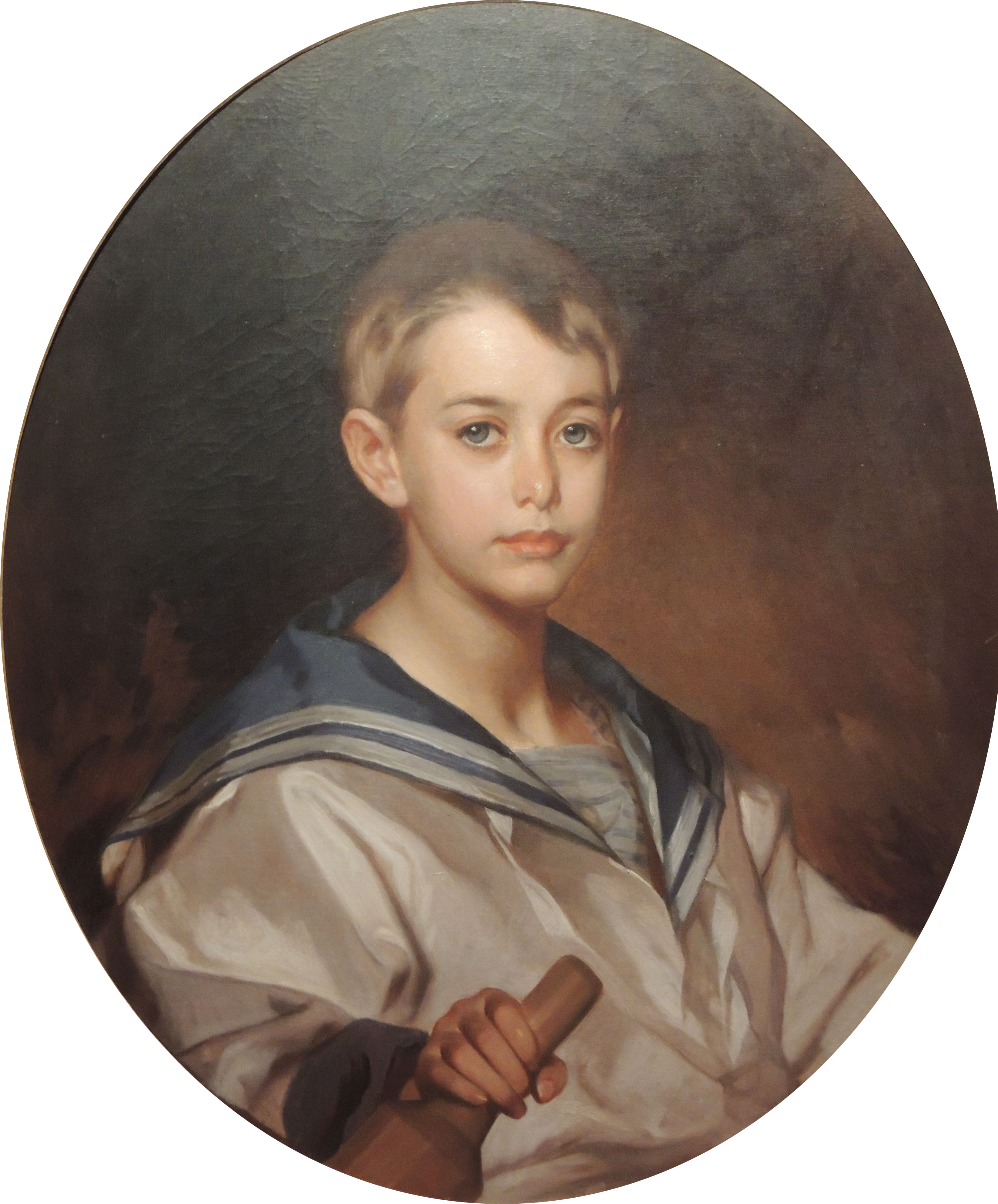
Іван Макаров. Портрет графа Б. С. Шереметєва в дитинстві, 1880-ті роки
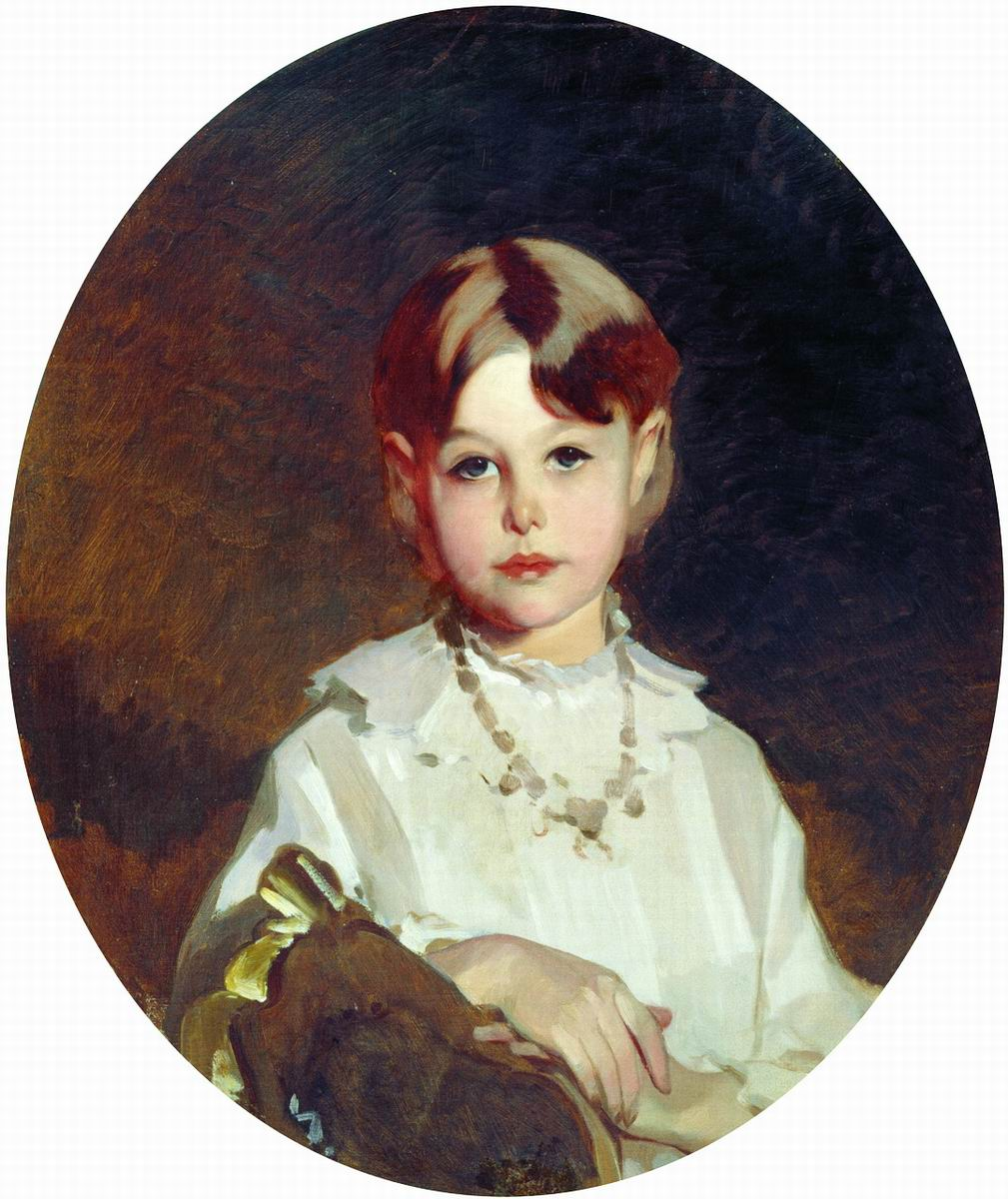
Портрет графині О. С. Шереметєвої в дитинстві, 1880-ті роки
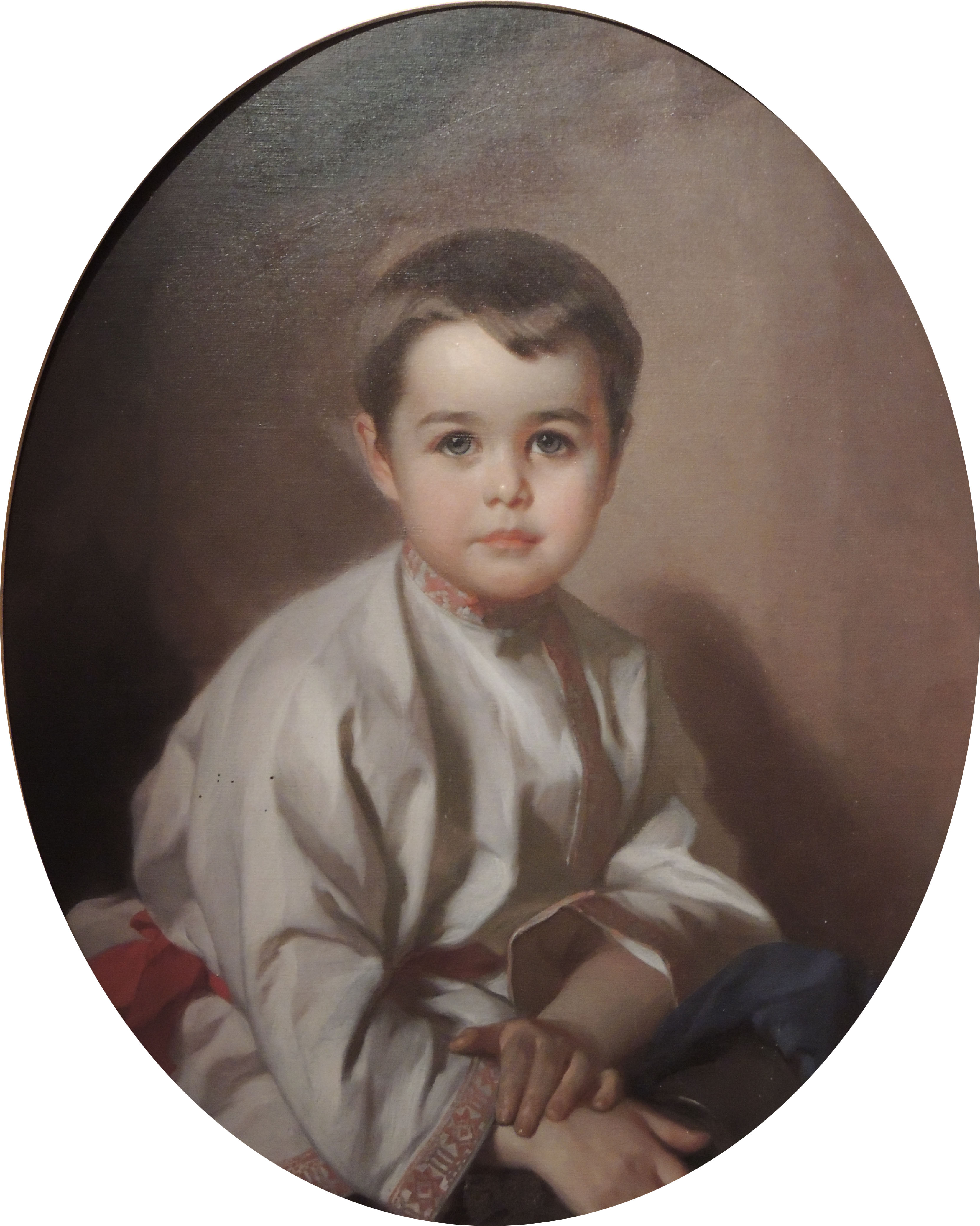
Портрет графа Петра Сергійовича Шереметєва в дитинстві, 1880-ті роки
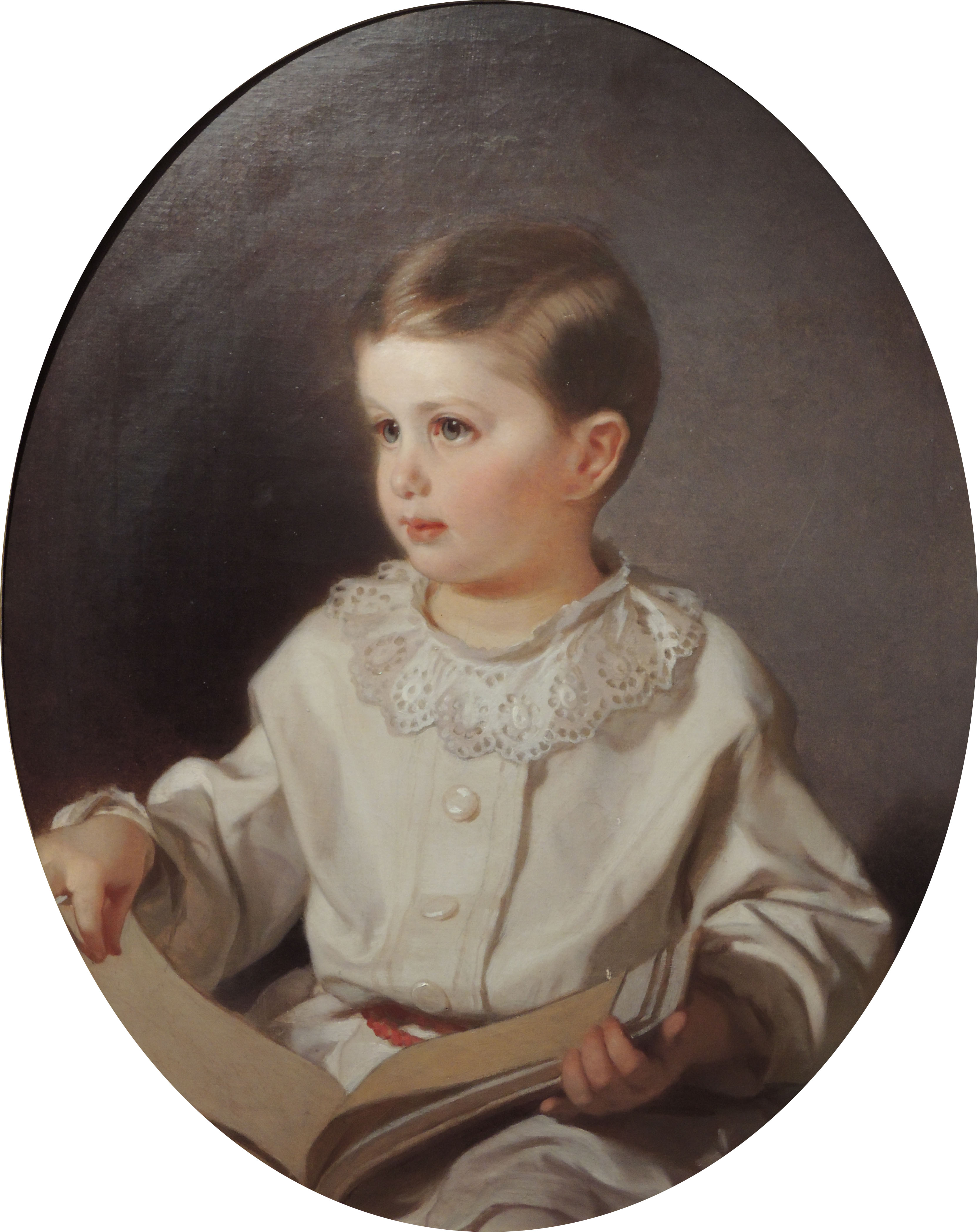
С. С. Шереметєв
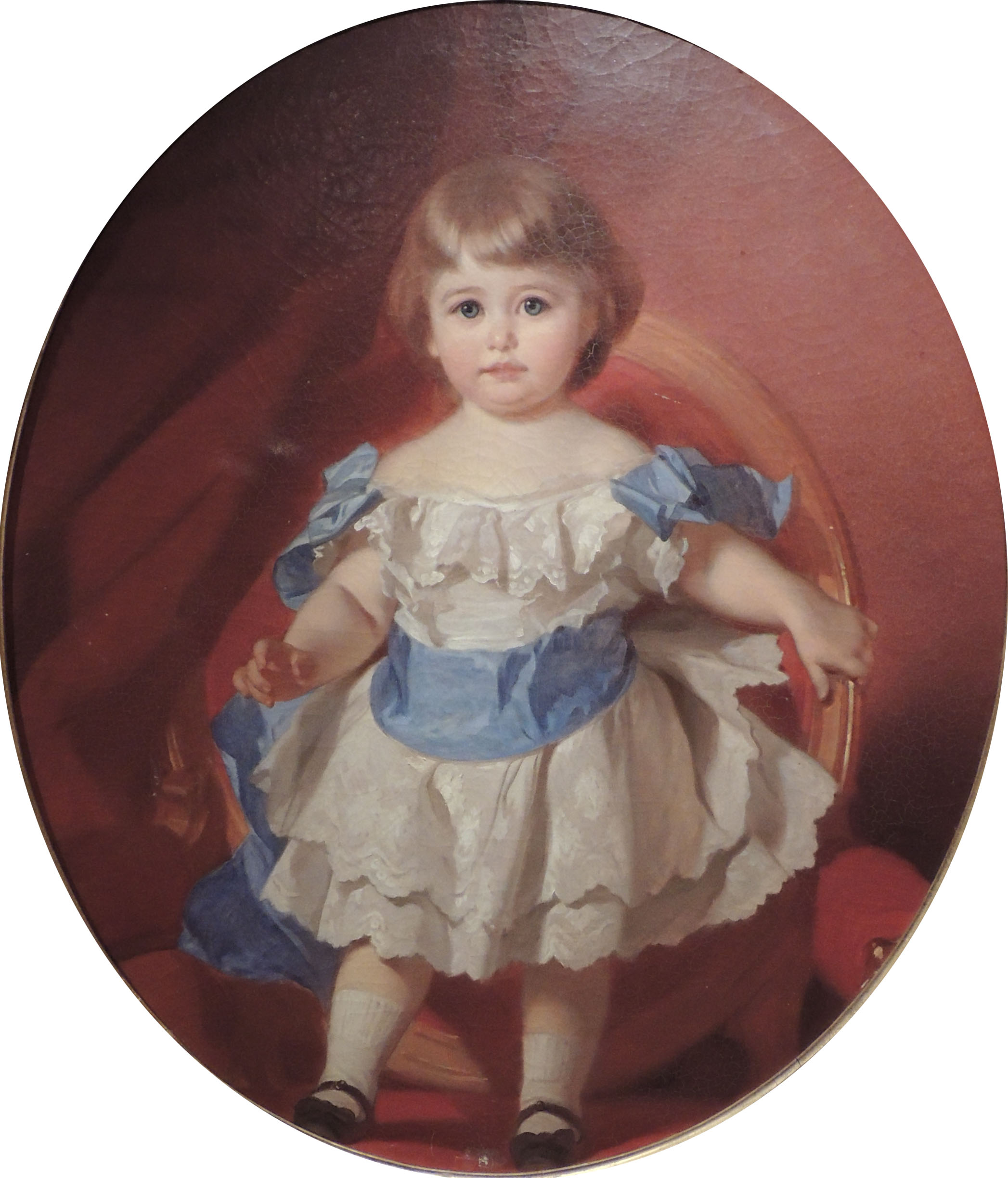
Портрет графині М. С. Шереметєвої в дитинстві (в шлюбі Гудович)

## Нагороди
- Орден Святої Катерини 2 ступеня[4]
- Знак Червоного Хреста (за організацію допомоги пораненим під час російсько-японської війни).